# Vasaló (háztartás)

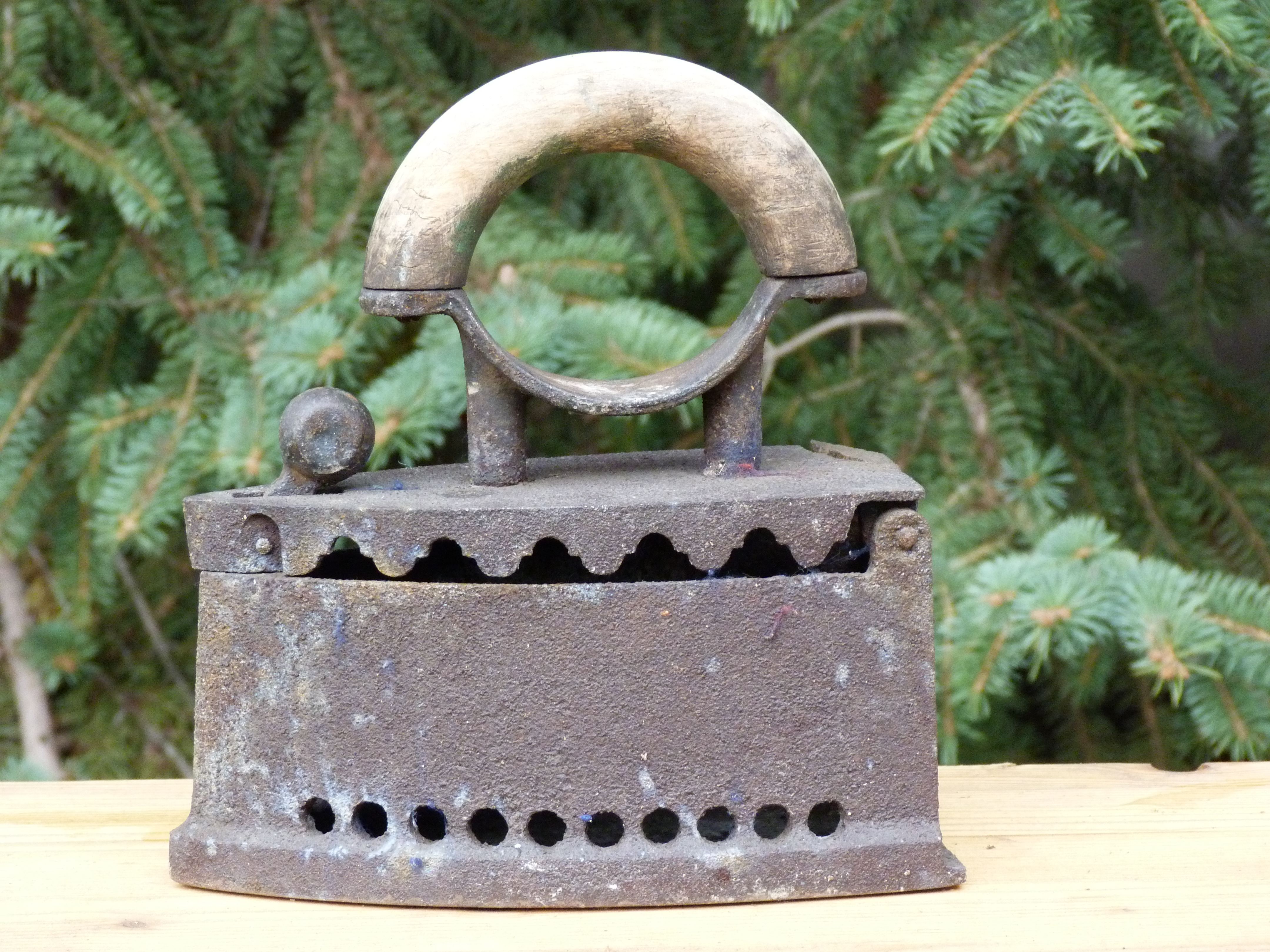
Faszenes vasaló

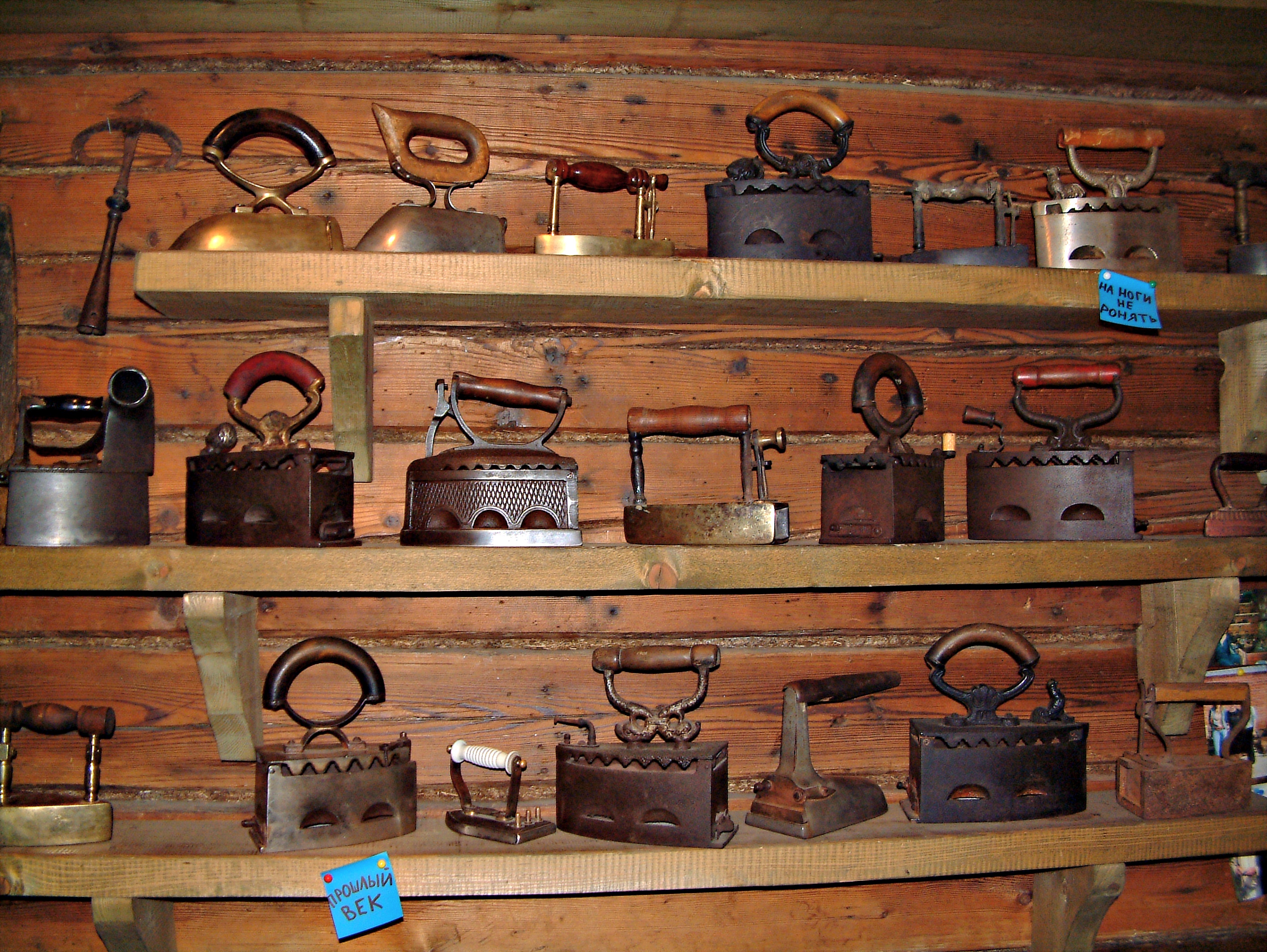
Vasalómúzeum

A vasaló ruhaneműk, szövet kisimítására, vasalása céljából használt szerkezet. Vasalásra kezdetlegesen arasznyi vastégla – téglalap alakú téglázó vas szolgált, amiről nevét kapta. A vasalás során a vasaló hőjével és súlyával fellazítja a szövetek szálait képező hosszú polimerláncok közötti kapcsolatokat, a szálak megnyúlnak, majd lehűlés után az megőrzi a kisimított formáját. Egyes anyagok, például a pamut esetén, vízgőz segítségével a kötések lazítása hatékonyabb. Kezdetben külső hőforrást, majd faszenet használtak a vasaló lapjának felmelegítésére, míg manapság ezt elektromos árammal érik el. A mai vasalók általában 120–220 °C között üzemelnek. 

## Története

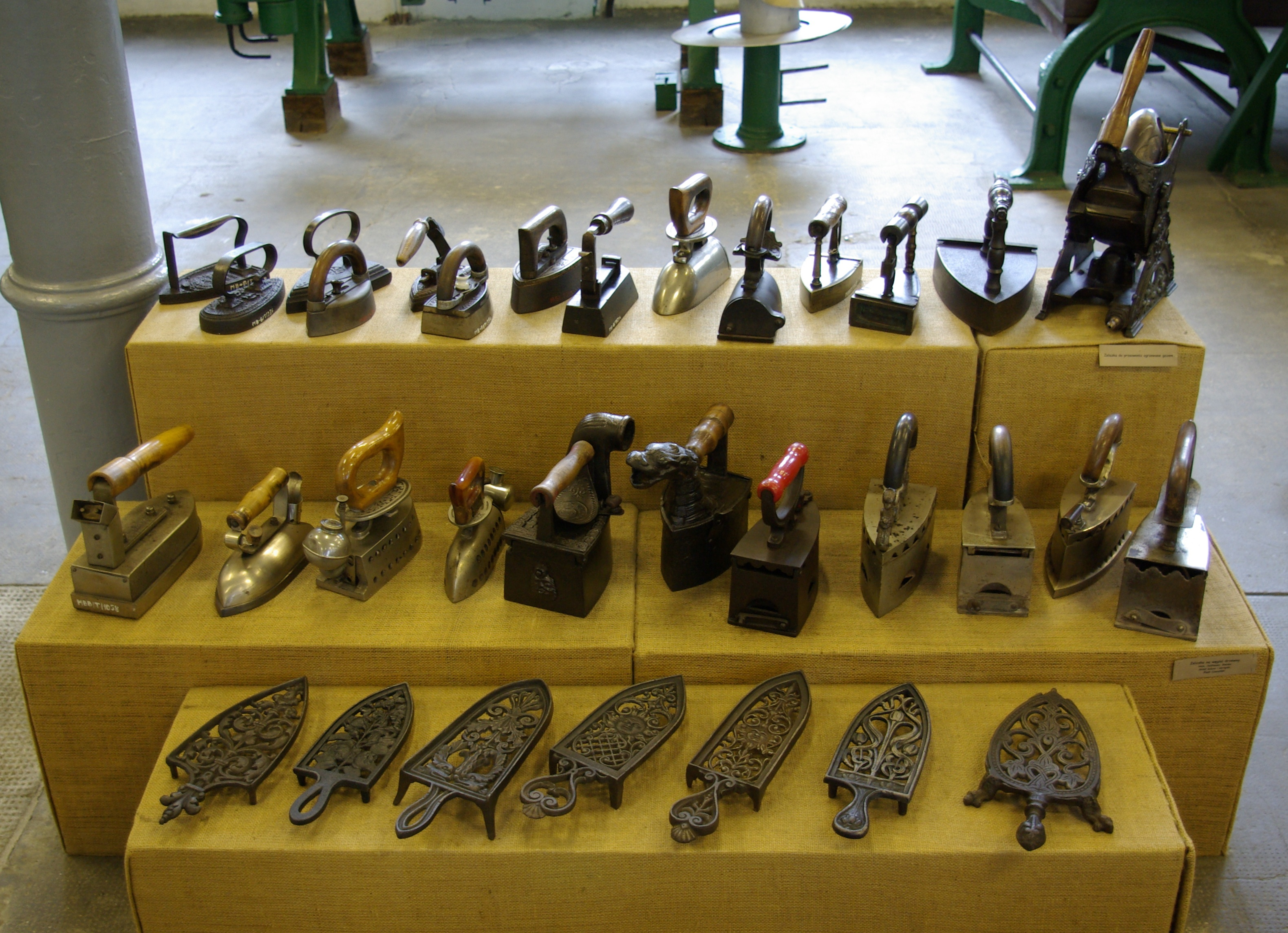
Vasalók a lengyelországi Bielsko-Biała múzeumában

A vasaló történetéről az első adat 2000 évvel ezelőttre vezethető vissza. Feltalálásának pontos időpontja nem ismert, de a máig legrégibb, serpenyő alakú vasaló a kínai Han-dinasztia korából (i. e. 206-220) való, melyet homokkal és parázsló szénnel megtöltve használtak, és nyele végét sárkánnyal díszítették. A vasaló több földrajzi területen egymástól függetlenül fejlődött ki, változó, hogy milyen anyagból és alakkal.
Magyarország területén a vasaló használatáról az első írásos dokumentum a 17. századból maradt fenn: I. Rákóczi György egy levelében "az vasalt fejér selyem"-re hivatkozik. 1696-ból maradt fenn a vasaló első magyarországi ábrázolása is, a németlipcsei szabócéh pecsétjén.
A vasalásra használt eszközökben a 17. század végéig nem használtak belső hőforrást, hanem közvetlenül a tűzhelyen melegítették fel őket. Nyelük gyakran különböző módon díszített
elefántcsontból készült.
Azután két évszázadon át a faszenes vasalót használták. A felizzított szenet betöltötték, s amikor lehűlt, a vasalót lóbálva szították fel benne a tüzet.
Az igazi áttörés a 19. század végén következett be, amikor feltalálták az elektromos vasalót. Mivel azonban elektromos hálózat még nem volt mindenhol, és a költségek is jelentősek voltak, az új elektromos vasalók eleinte nem voltak igazán sikeresek.
Az 1920-30-as években aztán az elektromos vasaló is egyre elterjedtebbé vált, az egyedi gyártást felváltotta a gépi tömeggyártás. Az 1920-as évektől kezdve a teához és a borotválkozáshoz vizet is melegítő elektromos úti vasalók is elterjedtek. A harmincas évek közepére pedig termosztát beépítésével az elektromos vasalók túlmelegedésének problémáját is megoldották. 1939-re az amerikai háztartások 52 százalékában már villanyvasalót használtak. Az Amerikai Egyesült Államokban az 1940-es években feltalálták a gőzölős vasalót is, ami további lépést jelentett a könnyű vasalás felé: a vasalóba töltött víz gőzzé válva a talp nyílásain áramlik ki.

## Vasalómúzeum
Az oroszországi Pereszlavl-Zalesszkijben levő múzeum – többek között – háztartási vasalókat is bemutat. 	